# Asunción Crespo de Reigón
Asunción Crespo de Reigón (Madrid, 1816–ca. 1885/1890) fue una pintora miniaturista española, académica de mérito de la Real Academia de Bellas Artes de San Fernando.

## Biografía
Fue discípula de su padre, José Crespo, profesor de pintura en miniatura y académico de San Fernando. Se especializó también en miniatura y fue nombrada académica de mérito de este arte de la Real Academia de Bellas Artes de San Fernando el 5 de mayo de 1839, candidatura por la que envió tres miniaturas: Una cabeza del Padre Eterno, copia de Mengs, Un grupo de Santa Isabel, de medias figuras y Retrato de una reina de Francia llamada Ana de Austria, si bien desde la Academia se le solicitó la realización de La cabeza del Bautista en un tamaño de cuatro pulgadas. Esta obra estuvo en la exposición de la Academia de 1840, y volvió a estar presente en la de 1843 con una Virgen con el Niño.
Participó en otras exposiciones, por ejemplo la del Liceo artístico y literario de Madrid en 1846, con un retrato miniatura de la reina Isabel II . El mismo año solicitó al Palacio Real el honor oficial de ser miniaturista de cámara, pero no recibió el apoyo de la Academia. En la Exposición Nacional de Bellas Artes de 1860 obtuvo una mención honorífica con sus miniaturas La Magdalena en el desierto, La educación de la Virgen María, La Divina Pastora, Una Virgen y Venus,  Y en la exposición de 1876, presentó Los niños de la concha. También participó en la exposición organizada por Ricardo Hernández en Madrid en 1882 con La Virgen con el Niño Jesús .
Muchas de sus obras terminaron en manos particulares. Es considerada una artista excelente de su género en su época, por la perfección de su dibujo y la delicadeza de las entonaciones, aunque según Pérez-Martín, no ha sido posible de corroborar debido a no conservar o haber sido identificadas algunas de sus obras.

## Vida personal
En el ámbito personal, se casó con el también pintor miniaturista Francisco Reigón. Según Pérez-Martín, Crespo murió en 1885, pero Navarrete dice que todavía vivía en 1890.